# Mimetica
Mimetica is een geslacht van rechtvleugeligen uit de familie sabelsprinkhanen (Tettigoniidae). De wetenschappelijke naam van dit geslacht is voor het eerst geldig gepubliceerd in 1888 door Pictet.

## Soorten
Het geslacht Mimetica omvat de volgende soorten:
- Mimetica angulosa Vignon, 1924
- Mimetica aridifolia Saussure & Pictet, 1898
- Mimetica castanea Brunner von Wattenwyl, 1895
- Mimetica crenulata Rehn, 1906
- Mimetica imperatrix Hebard, 1924
- Mimetica incisa Stål, 1875
- Mimetica mortuifolia Pictet, 1888
- Mimetica pehlkei Enderlein, 1917
- Mimetica semialata Beier, 1960
- Mimetica siccifolia Saussure & Pictet, 1898
- Mimetica simoni Bolívar, 1890
- Mimetica stigmatica Karny, 1914
- Mimetica subintegra Saussure & Pictet, 1898
- Mimetica tuberata Vignon, 1924
- Mimetica viridifolia Brunner von Wattenwyl, 1895